# Электрохирургия

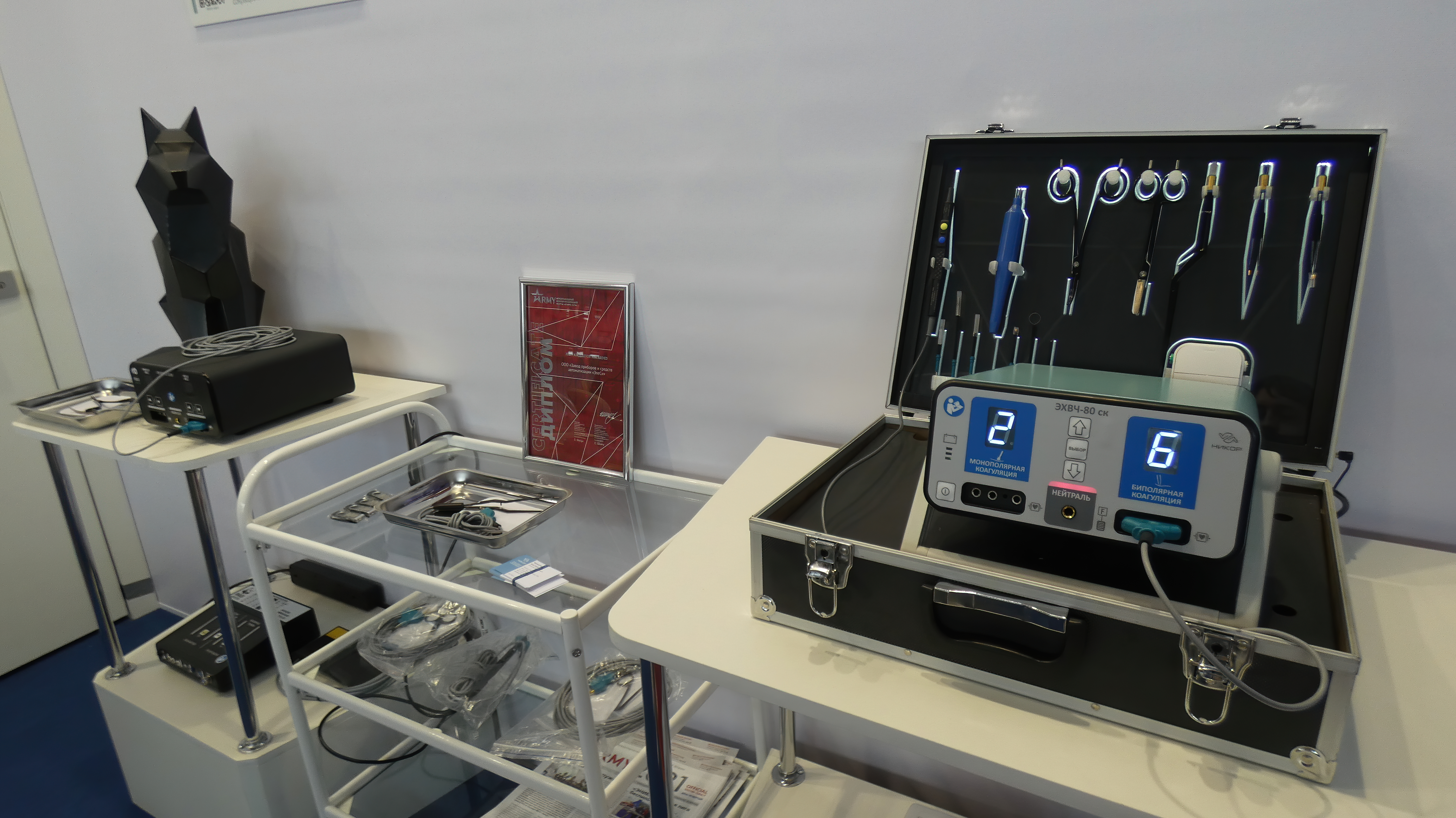
Высокочастотные скальпели-коагуляторы ЭХВЧ-400 и ЭХВЧ-80 на выставке «Армия-2021».

Электрохирургия — медицинская процедура, состоящая в разрушении биологических тканей с помощью переменного электрического тока с частотой от 200 кГц до 5,5 МГц.
Основной принцип электрохирургии состоит в преобразовании высокочастотного тока в тепловую энергию. При использовании металлических электродов (используется активный и нейтральный электрод для образования полностью замкнутой электрической цепи) и хорошем контакте с пациентом можно обеспечить пробой на расстоянии меньше одного миллиметра. При этом выделяется огромная энергия и как результат мгновенное испарение воды, что и приводит к разрушению ткани.
На величину нагрева ткани влияют не только параметры тока, но величина контактной поверхности электродов (чем меньше поверхность, тем более локально повысится температура).
Высокочастотный ток, генерируемый электрохирургическими приборами можно модулировать, меняя форму волны, что также изменяет последующий эффект на биологические ткани.
В целом такие приборы способны работать как в непрерывном, так и в импульсном режиме работы. Непрерывное воздействие током используется в основном для проведения разрезов, импульсное — для электрогемокоагуляции.
Таким образом, основными факторами, влияющими на результирующее воздействие, являются время контакта электродов с тканью (длительность воздействия), размер и форма их контактной поверхности, частота тока и форма волны. То есть того или иного эффекта нагрева возможно добиться, не изменяя выходную мощность электрохирургического генератора.
Подбором различных параметров можно осуществить различные методы электрохирургии:
электрокоагуляция — воздействие на повреждённые в ходе операции сосуды приводит к их сморщиванию и остановке кровотечения;
электрофульгурация — поверхностная абляция кожи;
электроразрез
Электрохирургия широко применяется для удаления различных доброкачественных новообразований, проведения различных дерматокосметологических манипуляций, выполнения биопсий и др.
Процедура электрохирургического вмешательства осуществляется с помощью электрохирургического высокочастотного аппарата (ЭХВЧ аппарата).